# خانه بدیع الصنایع
خانه بدیع صنایع مربوط به اواخر دوره قاجار است و در اصفهان، خیابان ابن سینا، کوچه کدخدائی، جنب خانه روحانی، پلاک۵۱ واقع شده و این اثر در تاریخ ۲۰ اردیبهشت ۱۳۸۶ با شمارهٔ ثبت ۱۹۰۴۳ به‌عنوان یکی از آثار ملی ایران به ثبت رسیده است.